# María Josefa Mujía
María Josefa Mujía   (Departament de Chuquisaca, 1812 - Sucre, 30 de juliol de 1888) fou una poetessa boliviana. És considerada una de les primeres poetesses del romanticisme a Bolívia. Va pertànyer a l'època anomenada romanticisme del segle XIX i va ser una de les autores més destacades, juntament amb Manuel José Cortés, Néstor Galindo, Adela Zamudio, Ricardo Mujía o Nataniel Aguirre.
Va quedar-se cega quan tenia catorze anys i, per tant, va restar aliena a totes les sensacions que involucren la vista. Tanmateix, la seva exquisida sensibilitat la va ajudar a crear-se un món interior de bellesa i de bondat que va saber exterioritzar en les seves nombroses composicions poètiques. És considerada la primera dona escriptora de Bolívia, a partir del moment de la independència del país.
El seu germà Augusto passava les tardes llegint-li obres religioses i literàries. També escrivia cartes per a ella i transcrivia la seva poesia. Encara que ella li va fer prometre de mantenir secreta la seva obra, ell va ensenyar el seu poema "La Ciega" a un amic. Es va publicar al diari "El Eco de la Opinión" el 1850. i es va convertir en un dels poemes més famosos de Mujía. Segons Gabriel René Moreno, va participar en un concurs nacional per compondre una inscripció a la tomba de Simón Bolívar. En honor seu es va anomenar una escola amb el seu nom, el Colegio María Josefa Mujía.